# Agriphila aeneociliella
Agriphila aeneociliella là một loài bướm đêm trong họ Crambidae.